# São Lourenço da Mata
São Lourenço da Mata is een gemeente in de Braziliaanse deelstaat Pernambuco. De gemeente telt 99.945 inwoners (schatting 2009).
De gemeente grenst aan Paudalho, Camaragibe, Chã de Alegria, Jaboatão dos Guararapes, Moreno, Recife en Vitória de Santo Antão.